# Щепкина-Куперник, Татьяна Львовна
Татья́на Льво́вна Ще́пкина-Купе́рник (24 января 1874[…], Москва[…] — 27 июля 1952[…], Москва) — русская и советская писательница, драматург, поэтесса и переводчица. Заслуженный деятель искусств РСФСР (1940).

## Биография
Татьяна Щепкина-Куперник родилась 12 (24 января) 1874 года в Москве в семье видного адвоката Льва Абрамовича Куперника. Мать — Ольга Петровна Щепкина (1850—1893), пианистка, ученица Н. Г. Рубинштейна в Московской консерватории. Прадед — актёр Михаил Щепкин.
Окончила киевскую гимназию.
Писать начала в детстве — уже в двенадцать лет сочинила стихи в честь своего прадеда М. С. Щепкина. В 1892 году на сцене московского Малого театра была поставлена её пьеса «Летняя картинка».
В сезоне 1892/1893 годов Щепкина играла в театре Корша. Щепкину-Куперник и её тогдашнюю подругу актрису Л. Б. Яворскую в это время связывал дружеский флирт с Антоном Чеховым, которого они прозвали Авеланом в честь известного адмирала.
Будучи приятельницей И. И. Левитана и А. П. Чехова, в январе 1895 года сумела примирить двух рассорившихся и едва не стрелявшихся друзей, устроив им неожиданную встречу в Мелихове. Эта нашумевшая в творческих кругах история подробно описана в повести Ивана Евдокимова «Левитан».
Татьяна Львовна сотрудничала в таких периодических изданиях, как «Артист», «Русские ведомости», «Русская мысль», «Северный курьер», «Новое время», пробуя себя в разных литературных жанрах. В период с 1895 по 1915 год она выпустила более десятка прозаических и стихотворных сборников. Её стихотворение «На родине» («От павших твердынь Порт-Артура…», 1905) стало народной песней. Дважды она была удостоена почётных отзывов Пушкинской премии Академии наук: в 1903 году — за поэтические сборники «Мои стихи» (М., 1901) и «Из женских писем» (2-е изд. М., 1903), в 1907 году — за «Сказания о любви» (М., 1910).
Хорошо известны её достаточно вольные, получившие большую популярность переводы стихотворных пьес Эдмона Ростана («Принцесса Грёза» — в оригинале «Далёкая принцесса», «Сирано де Бержерак», «Орлёнок», «Романтики», «Шантеклер»); она перевела в стихах даже то, что в подлиннике написано прозой («Монна Ванна» Метерлинка). Переводила также таких западных классиков, как Лопе де Вега, Шекспир, Кальдерон, Джон Флетчер, Мольер, Гольдони, Гоцци, Шеридан. Ей принадлежат переводы стихов из «Алисы в Стране чудес» Кэрролла. Щепкина-Куперник и сама написала ряд пьес — по большей части одноактных, в стихах («Месть Амура», «Вечность в мгновении», «Барышня с фиалками», «Счастливая женщина» и др.).
Всего она перевела на русский около шестидесяти пьес, преимущественно эта работа пришлась на период после революции 1917 года.
В 1919 году бежала со вторым мужем Николаем Полыновым и семьёй актрисы Марии Ермоловой в Крым. Затем жила с мужем в Ленинграде на Кирочной ул.(Салтыкова-Щедрина), 12, кв. 5. По воспоминаниям театроведа Б. Любимова, после смерти мужа (конец 1930-х —1940-е годы) жила в доме Ермоловой в Москве на Тверском бульваре, 11, а в свою квартиру в Ленинграде поселила внука Марии Ермоловой, психиатра Николая Васильевича Зеленина (1900—1942) с семьёй.
Скончалась 27 июля 1952 года. Похоронена в Москве на Новодевичьем кладбище (участок № 2); позже в её могилу будет подхоронена Маргарита Зеленина (1965) и туда же перенесут прах Марии Ермоловой (1971).

## Награды и звания
- заслуженный деятель искусств РСФСР (1940)
- орден Трудового Красного Знамени (24.01.1944)
- орден «Знак Почёта» (26.10.1949)
- медали
- почётные отзывы Пушкинской премии (1903, 1907)

## Личная жизнь
- Первый муж — поэт и драматург Леонид Григорьевич Мунштейн (псевдоним Lolo, 1867—1947)[11].
- Второй муж — Николай Борисович Полынов (1873—1939), адвокат.
- По словам Дональда Рейфилда, Щепкина-Куперник была «самой известной петербургской лесбиянкой»[12][13][14].

Подруги, помимо Лидии Яворской, актриса Мария Крестовская, переводчица Маргарита Зеленина (дочь Марии Ермоловой). Близкой её подругой на протяжении многих лет была Александра Коллонтай.

## Архив
Объёмный фонд Т.Л. Щепкиной-Куперник хранится в Российском государственном архиве литературы и искусства и состоит из 1578 единиц хранения за 1872-1963 гг. Основу фонда составляют около 1300 рукописей произведений; записные книжки и тетради с набросками стихотворений, пьес и воспоминаний; обширные переписки (среди корреспондентов: Ф.Д. Батюшков, В.Д. Бонч-Бруевич, А.М. Коллонтай, С.Н. Дурылин, М.И. Царёв, К.И. Чуковский, А.А. Яблочкина и многие др.); фотографии (в т.ч. с дарственными надписями).

### Избранные переводы
- Ростан Э. Романтики: Комедия в 3 д. / Пер. с фр., в стихах Т. Щепкиной-Куперник. — М.: Изд. С. Разсохина, 1895. — 78 с. (Сцена. Вып. 4).
  - То же. — М.: Д. П. Ефимов, 1905. — 179 с.
- Ростан Э. Принцесса Грёза: Пьеса в 4 д., в стихах / Пер. с фр. Т. Л. Щепкиной-Куперник. — СПб.: А. С. Суворин, 1896. — 169 с.
  - То же. — М.: лит. Моск. театр. б-ки С. Ф. Рассохина, 1897. — 142 с.
  - То же. — М.: Д. П. Ефимов, 1903. — 227 с.
- Ростан Э. Сирано де Бержерак: Героич. комедия в 5 актах / Пер. Т. Л. Щепкиной-Куперник. — [М.]: С. Рассохин, 1898. — 160 с. (Сцена. Вып. 21).
  - То же. [2-е изд.]. — [М.] : Театр. б-ка С. Рассохина, [1909]. — 160 с.
  - Сирано де-Бержерак: Пьеса в 5 д. / Пер., испр. и доп. заслуж. деятеля искусств Т. Щепкиной-Куперник. — М: Всес. упр. по охране автор. прав. Отдел распространения, [1944]. — 124 с.
- Ростан Э. Орлёнок: Драма в 6 актах, в стихах / Пер. с фр. Т. Л. Щепкиной-Куперник. — М.: С. Рассохин, [1901]. — 284 с.
- То же. 2-е изд. — М.: Театр. б-ка С. Рассохина, 1912. — 254 с.
- Гальм Ф. Буйный ветер : Драм. стихотворение в 5 актах / Пер. в стихах Т. Л. Щепкиной-Куперник. — СПб.: т-во худож. печати, 1903. — 40 с.
  - То же. — М.: С. Ф. Рассохин, [1911]. — 71 с.
- Гауптман Г. Бедный Генрих: (Герм. легенда) / Пер. Т. Л. Щепкиной-Куперник. — М.: Д. П. Ефимов, 1903. — 176 с.
- Метерлинк М. Монна Джиованна: Драма в 3 д. / [Пер. с фр.] Т. Л. Щепкина-Куперник. — М.: Д. П. Ефимов, 1903. — 153 с.
- Жулавский Е. Эрос и Психея : Драм. поэма в 5 актах и 7 карт. / Пер. Т. Л. Щепкиной-Куперник. — М.: С. Ф. Рассохин, [1907]. — 163 с.
- Эрвье П. Тэруань де-Мерикур: [Пьеса] / Пер. с фр. Т. Щепкиной-Куперник. — М.: тип. А. П. Поплавского, 1907. — 207 с.
- Драматические переводы: Т. [1]-3. — [М.]: С. Рассохин.
  - Ибсен Г. Могила богатыря. — 1910.
  - Ростан Э. Два Пьеро, [или Белый ужин]. — 1911.
  - Ирен; Вечность в мгновении; На станции; В детской; Летняя картинка. — 1914.
- Ростан Э. Шантеклер. (Певец зари): Пьеса в 4 д. / Пер. [в стихах] Т. Л. Щепкиной-Куперник. — М.: Театр. б-ка С. Рассохина, 1910. — 224 с.
- Батайль А. Вечер любви: [Пьеса] / Пер. Т. Л. Щепкиной-Куперник. — [М.]: Театр. б-ка С. Рассохина, 1913. — 41 с.
- Ростан Э. Полное собрание сочинений в пер. Т. Л. Щепкиной-Куперник: Т. 1-2. — СПб.: т-во А. Ф. Маркс, 1914.
  - Т. 1: Два Пьеро, или Белый ужин: Сцена в стихах для поднятия занавеса; Романтики: Комедия в 3-х д.; Принцесса Грёза: Пьеса в 4-х д.; Самаритянка: Три картины по Евангелию; Сирано де-Бержерак. (Поэт): Героическая комедия в 5 актах. — 356 с.
  - Т. 2: Орлёнок: Драма в 6 актах, в стихах; Шантеклер. (Певец зари): Пьеса в 4-х д.; Священная роща; День причудницы; За Грецию; Шалости музы. — 474 с.
- Шекспир У. Сон летней ночи: [Комедия] / Пер. с англ. Т. Л. Щепкиной-Куперник. — М.: Театр. б-ка С. Ф. Рассохина, 1915. — 64 с.
  - Сон в летнюю ночь: Комедия в 5 актах / Пер. Т. Л. Щепкиной-Куперник ; Ред. текста и прим. А. А. Смирнова. — М.; Л.: Искусство, 1938. — 132 с.
- Кэрролл Л. Алиса в Зазеркальи / Пер. с англ. В. А. Азова; стихи в тексте Т. Л. Щепкиной-Куперник; рис. худож. Джона Тенниэля. — М.; Пг.: Л. Д. Френкель, 1924. — 124 с.
- Тагор Р. Залётные птицы / Пер. с англ. Т. Л. Щепкиной-Куперник. — Пг.; М.: Петроград, 1924. — 71 с.
- Твен М. Янки при дворе короля Артура: Роман / Пер. с англ. Т. Л. Щепкиной-Куперник. — Л.; М.: Петроград, [1926]. — 208 с.
- Мольер Ж.-Б. Мизантроп / Пер. с фр. Т. Л. Щепкиной-Куперник; пояснительная статья и примеч. И. И. Соллертинского. — М.; Л.: Гос. изд-во, 1930. — 127 с.
- Бернс Р. Избранная лирика / Пер. с англ. Т. Л. Щепкиной-Куперник; Ред. предисл. и комментарии С. Бабуха. — М.: Гослитиздат, 1936. — 160 с.
- Тирсо де Молина. Благочестивая Марта: Комедия в 3-х д. / Пер. Т. Л. Щепкиной-Куперник; Постановка Б. Н. Норда. — Киев: Гос. рус. драмтеатр, 1936. — 39 с.
- Шекспир У. Весёлые виндзорские кумушки: Комедия в 5 д. / Пер. Т. Л. Щепкиной-Куперник; Режиссёрский комментарий заслуженного артиста Республики Н. М. Горчакова. — М.; Л.: Искусство, 1937. — 135 с.
  - То же. — М.; Л.: Искусство, 1940. — 244 с.
- Мольер Ж.-Б. Лекарь поневоле: Комедия в 3 актах / Пер. Т. Л. Щепкиной-Куперник; режиссёрский коммент. заслуж. артиста респ. Н. М. Горчакова. — М.; Л.: Искусство, 1938. — 57 с.
- Гольдони К. Самодуры: Комедия в 3 д. / Пер. Т. Л. Щепкиной-Куперник. — М.; Л.: Искусство, 1938. — 111 с.
- Шеридан Р. Б. Соперники: Комедия в 5 д. / Пер. Т. Л. Щепкиной-Куперник. — М.; Л.: Искусство, 1939. — 144 с.
- Шекспир У. Зимняя сказка: Комедия в 5 актах / Пер. заслуж. деятеля искусств Т. Л. Щепкиной-Куперник. — М.; Л.: Искусство, 1941. — 184 с.
- Лопе де Вега. Девушка с кувшином: Пьеса в. 3-х действ. / Пер. с испан. в стихах заслуж. деятеля искусств Т. Щепкиной-Куперник. — М.: изд-во и стеклография Отд. распространения Всесоюз. упр. по охране авт. прав, [1945]. — 64 с.
- Гоцци К. Счастливые нищие: Трагикомедия в 3-х д. / Пер. с итал. заслуж. деятеля искусств Т. Щепкиной-Куперник. — М.: изд-во и стеклография Отд. распространения Всесоюз. упр. по охране авт. прав, [1946]. — 45 с.
- Испанский театр XVII века. — М.; Л.: Искусство, 1946.
  - Т. 1: Лопе де Вега. Девушка с кувшином: Комедия в 3-х действиях / Пер. с исп. Т. Л. Щепкиной-Куперник; [предисл., ред., вступ. статья и прим. В. С. Узина]; [гравюра на дереве: З. Горбовец]. — 167 с.
  - Т. 3: Кальдерон П. де. Дама-невидимка: Комедия в 3-х действиях / Пер. с испан. Т. Л. Щепкиной-Куперник; [ред., вступ. статья и прим. В. С. Узина]; [гравюра на дереве: З. Горбовец]. — 158 с.
  - Т. 4: Морето-и-Каванья А. За презрение — презренье: Комедия в 3-х действиях / Пер. с исп. Т. Л. Щепкиной-Куперник; [ред., вступ. статья и прим. В. С. Узина]; [гравюра на дереве: З. Горбовец]. — — 151 с.
- Шекспир У. Много шума из ничего: [Комедия в 5 д.] / Пер. заслуж. деятеля искусств Т. Л. Щепкиной-Куперник. — М.: изд-во и стеклогр. Отд. распространения Всес. упр. по охране автор. прав, [1946]. — 64 с.
- Лопе де Вега. Учитель танцев: Комедия в. 3-х действ. / Пер. с испан. заслуж. деятеля искусств Т. Щепкиной-Куперник; [Предисл. В. Узина]. — М.; Л.: Искусство, 1948. — 155 с.
- Шекспир У. Король Лир: Трагедия в 5 актах / Пер. Т. Л. Щепкиной-Куперник; Под ред. А. А. Смирнова. — М.; Л.: Искусство, 1952. — 232 с.
- Избранные переводы: [В 2 т.] / [Сост., вступ. статья и примеч. С. С. Мокульского]. — [М.]: Гослитиздат.
  - Т. 1: [Сирано де Бержерак] / [Э. Ростан]; [Мизантроп] / [Ж. Б. Мольер]; [Король Лир], [Ромео и Джульетта] / [В. Шекспир]. — 1957. — 583 с.
  - Т. 2: [Как вам это понравится], [Зимняя сказка] / [В. Шекспир]; [Рюи Блаз] / [[[Гюго, Виктор|В. Гюго]]]; [Дама-невидимка] / [П. Кальдерон де ла Барка]; [Учитель танцев] / [Ф. Лопе де Вега Карпио]. — 1958. — 575 с.

## Комментарии
1. ↑  Содержание пьесы передал в своём дневнике Архивная копия от 4 марта 2019 на Wayback Machine С. С. Прокофьев. В конце 1907 года учащиеся петербургской консерватории планировали поставить её к Рождеству и главную роль предложили будущему композитору.